# 中村由利佳
中村百合香（日语：／ Nakamura Yurika，1997年3月4日—），日本女演員，神奈川縣出身，身高156公分，O型血。

## 經歷
中村在中學一年級時，在澀谷被發掘，因而進入藝能界。
2012年，因演出改編自松本清張小說的電視劇《疑惑》而正式出道；同年，初主演電影《5windows》。2014年，演出電影《西野的戀愛與冒險》初次受到注目。其後，演出多部連續劇，包括《小希》、《家族狩獵》、《我在麻里體內》等。
2022年11月16日，音樂活動開始。
2023年12月31日，從星塵社獨立。
2024年1月15日，發佈了個人網站和fans club網站。

## 個人生活
父親為日本人、母親是台灣人。
專長是中文。
興趣愛好是電影鑑賞。

## 戲劇演出

### 電影
- 毛骨悚然撞鬼經驗 剧场版（2010年10月16日）
- バルーンリレー（2012年6月23日，東京テアトル、デジタルSKIPステーション） - 鈴木
- 5windows（日语：5windows）（2012年10月27日，boid） - 主演 リク[4][5]
- 救済（2013年） - あかり[6]
- 西野的戀愛與冒險（日语：ニシノユキヒコの恋と冒険）（2014年2月8日，東宝映像事業） - みなみ[7][8]
- 想吃拉麵!（日语：ラーメン食いてぇ!#映画）（2018年3月3日，ブロードメディア） - 主演 紅茉莉絵
- LAPSE ラプス「失敗人間ヒトシジュニア」（日语：LAPSE ラプス「失敗人間ヒトシジュニア」）（2019年2月16日，アークエンタテインメント） - 田中初美
- 狂賭之淵（2019年5月3日，GAGA（日语：ギャガ））：飾演 五十嵐 清華[9]
  - 狂賭之淵2：絕體絕命俄羅斯輪盤（2021年6月1日，GAGA（日语：ギャガ））
- 地狱花园（2021年5月21日，ワーナー・ブラザース） - 田中直子同僚 （美里）
- 昨日的美食（2021年11月3日，东京电视台） - 小山志乃
- 逃走あるいは闘争（2022年5月26日）-奈美
- 夜闻鸟鸣（2022年12月9日）-文子
- 谁说死亡是美好的（动画）（2023年12月22日，合同会社ズーパーズース） - 梨香
- 知らないカノジョ（2025年2月28日） -金子ルミ

### 電視劇
- 疑惑（2012年11月9日，富士電視台）[10] - 加藤友香
- ×××HOLiC 第4話（2013年3月17日，WOWOW） - 千景[11]
- 老師遇到鬼（2013年4月9日－6月18日，關西電視台） - 老谷美香
- 淋しい狩人（2013年9月20日，富士電視台） - 安達明子（少女期）
- 漫長的告別 第3話 - 最終話（2014年5月3日－17日，NHK） - 上井戸亜以子（少女期）
- 家族狩獵（2014年7月4日－9月5日，TBS電視台） - 芳沢亜衣
- 靈異教師神眉（2014年10月11日－12月13日，日本電視台） - 篠崎愛[12]
- 咕咕貓 第3話 - 最終話（2014年11月1日－8日，WOWOW） - 小島麻子（中学時代）
  - 咕咕貓2 -good good the fortune cat-　第三话（2016年6月25日，WOWOW） - 小島麻子（大學時代）
- NHK晨間劇 小希（2015年5月－9月，NHK） - 池畑美南[13]
  - 小希 番外篇 前篇「僕と彼女のサマータイムブルース」（2015年10月24日，NHK BS Premium）
  - 小希 番外篇 後篇「一子の恋〜洋一郎25年目の決断〜」（2015年10月31日，NHK BS Premium）
- 夏日·跟蹤狂·藍調（サマー・ストーカーズ・ブルース）（2015年9月27日，富士電視台） - 永井ハル[14]
- 要在蒂凡尼吃早餐（日语：いつかティファニーで朝食を） 第一季，第二季（2015年10月10日－2016年3月27日，日本電視台） - 伊達公子
  - 小希 番外篇 後篇「一子の恋〜洋一郎25年目の決断〜」（2015年10月31日，NHK BS Premium）
- 富士家族 SP（2016年1月2日，NHK） - カスミ[15]
- 拜託了！岳父大人（2016年1月19日－3月15日，關西電視台） - 中森愛[16]
- 奇蹟之人（日语：奇跡の人 (2016年のテレビドラマ)）（2016年4月24日－6月12日，NHK BS Premium）- 佳代
- 死幣（日语：死幣-DEATH CASH-）（2016年7月13日－9月15日，TBS） - 上野真理[17]
- 女演員的C咖人生2（日语：かもしれない女優たち） 2016（2016年10月10日，富士電視台） - 木村美緒
- 舞え!KAGURA姫（日语：舞え!KAGURA姫）（2016年11月30日，NHK BS Premium）- 美川珠希[18][19]
- 我在麻理體內（日语：ぼくは麻理のなか）（2017年3月31日，富士電視台）- 柿口依
- 櫻子小姐的腳下埋著屍體 第5話－第6話（2017年5月21日－5月28日，富士電視台） - 圓一重
- 兩人的油畫布（日语：ふたりのキャンバス）（2017年8月5日，NHK広島放送局） - 窪奏美
- 像青鸟之类（2017年10月22日，富士電視台）- 吉井なずな[20]
- BORDER 贖罪（2017年10月29日，朝日電視台）- 須藤真實
- 狂賭之淵 - 五十嵐清華
  - 第一季（2018年1月15日－3月19日，MBS）
  - 第二季（2019年4月1日－29日，MBS）[21]
- 癌症消灭的陷阱~完全缓解之谜~（2018年4月2日，TBS）- 恵梨香
- 聲Girl！（2018年4月8日－6月10日，朝日電視台）- 栗山麻美
- 不惑橄欖球（日语：不惑のスクラム#テレビドラマ）（2018年9月1日－10月13日，NHK綜合頻道）- 陣野美緒
- 醜聞專門律師 QUEEN（日语：スキャンダル専門弁護士 QUEEN） 第1話（2019年1月10日，富士電視台）- 赤江桃子[22]
- 遺留搜查「特別篇」（2019年2月24日，朝日電視台）- 深山繪里香[23]
- 昨日的美食（2019年4月6日－6月29日，東京電視台）- 小山志乃[24]
  - 昨日的美食 新年特別篇2020（2020年1月1日）[25]
  - 昨日的美食 season2（2023年10月7日－12月23日）
- 長閒之庭（日语：長閑の庭）（2019年6月2日－23日，NHK BS Premium） - 富岡樹里[26]
- 深夜的吧台公主 第四话（2019年8月3日，大阪电视台）- 若尾みちる
- 有点心机又如何（2019年9月27日，朝日電視台）
- 左撇子艾倫（2019年10月21日－12月23日，MBS） - [27]
- 12名想要被擁抱的女性（日语：抱かれたい12人の女たち） 第5話（2019年11月3日，大阪電視台） - 杀了人的女人[28]
- 女高中生的虛度日常（2020年1月24日－3月6日，朝日電視台） - 鷺宮詩織[29]
- 全身刑事（日语：全身刑事）（2020年2月2日，朝日電視台） - 樋本香緒里
- Guilty～這段戀情有罪嗎?～（日语：ギルティ〜鳴かぬ蛍が身を焦がす〜）（2020年4月2日－8月6日，讀賣電視台） - 及川瑠衣[30]
- おいしい共同生活（日语：おいしい共同生活）「お弁当に愛をこめて」篇 「風邪とお味噌汁」篇（2020年6月14日）- まゆ
- 黑色笔记本SP~拐带行~（日语：黑色笔记本SP~拐带行~）（2021年1月7日，朝日電視台）- 櫻澤美香
- 间谍家族~我家的特殊任务（日语：间谍家族~我家的特殊任务）（2021年3月21日，关西电视台）- 佐藤南（主演）
- 果然是掉链子刑警（日语：果然是掉链子刑警） 第7话（2021年4月18日，NHK BS Premium）-谷山萌子
- 警視廳・搜查一課長（日语：警視庁・捜査一課長） season5 第7話（2021年5月27日，朝日電視台） - 茂木凛子
- 痴情的接吻（2021年7月4日－9月26日，朝日電視台） - 柏木和華
- 言靈莊（2021年10月9日－12月18日，朝日電視台） - 丸山栞
- 部長與社畜的焦急羅曼史（2022年1月6日－3月24日，東京電視台） - 丸山真由美（主演）
- 封刃師（2022年1月16日－3月13日，朝日電視台） - 石留カレン
- 據倖存的六人所述（2022年8月10日－9月14日，MBS、TBS） - 村濱雫
- 真相在耳中（2022年10月22日－12月24日，东京电视台） - 向島花奈
- 天使之耳～交通警察之夜（2023年3月20日，NHK BS4K） - 福原真智子
- 焼肉キャバ嬢akemi（2023年2月3日，东京电视台） - 典
- 聽我的電波吧（2023年4月21日－6月9日，朝日電視台） - 城華蒔繪
- 情侣酒店～秘密～ 第7话（2023年5月19日，WOWOW） - 千佳
- 風間公親－教場0－ 第10話（2023年6月12日，富士電視台） - 田瀨葵
- CODE-願望的代價- 第6話－最終話（2023年8月6日－9月3日，日本電視台）- 石井理央
- 我們假結婚吧 第2話・第7話－第10話（2023年7月18日・8月22日－9月12日，關西電視台・富士電視台） - 西野紗智
- 对讲机响起的时候（2023年10月12日－12月14日，大阪电视台） - 望月俶子
- 追蹤者遊戲 W 職權騷擾的上司是我的前女友（2024年1月9日－2月27日，東京電視台）- 林冬雨（主演、與菅井友香雙主演）[31][32][33][34]
  - 第二季 追踪者游戏W2 美丽的仙女们（2024年9月20日－11月8日，东京电视台）- 林冬雨（主演、與菅井友香双主演）[35][36][37][38][39][40][41][42][43][44][45][46][47][48][49]
- 黑暗打工家族 第9话－第11话（2024年3月2日－3月16日，东京电视台） - シャオミ[50]
- 社内处刑人～消灭她的敌人吧～（2024年4月18日，關西電視台） - 深濑希（主演）[51]
- 完美妻子的完美復仇計劃（2024年8月13日－10月1日，MBS・TBS） - 雨宮成美 （主演、與犬飼貴丈雙主演）[52]
- 年下彼氏2 episode16「被古董吸引」（2024年12月7日，朝日电视台） - 柚月[53]
- 秘密〜THE TOP SECRET〜 第4话・第5话（2025年2月17日・2月24日，关西电视台）- 里中恭子 / 朱美恵 [54]
- Dear My Baby ～直到我支配你～（2025年4月4日－，东京电视台）- 南雲美羽[55]
- 天久鷹央的推理病歷表 第3话・第4话（2025年5月6日・5月13日，朝日电视台） - 秋津野乃花
- 秘密账号教师 （2025年8月5日，读卖电视台） - 真岛祈
- FOG DOG 第5话 （2025年8月18日，读卖电视台） - 稻荷希実

### 網路劇
- 浪人餐桌 第4話（2017年3月17日，Netflix）- 香住武の姪 （昌子）
- 我在麻理體內（日语：ぼくは麻理のなか）（2017年6月6日，富士電視台FOD）- 柿口依
- 護花野獸（日语：花にけだもの）（2017年10月30日，dTV、富士電視台FOD）- 主演 熊倉久实
  - 護花野獸～SecondSeason～（3月23日）[56]
- 公司可不是學校（日语：会社は学校じゃねぇんだよ）（2018年4月21日－6月9日，AbemaTV）- 水川雪子
- おいしい共同生活（日语：おいしい共同生活）　「お弁当に愛をこめて」篇 「風邪とお味噌汁」篇（2020年6月,YouTube）- まゆ
- 公司可不是学校：新生代逆袭篇（2021年10月21日 - 12月9日）
- MATCH girls（聖誕節特別劇）（2018年12月9日，LUMINE）- 主演 相川杏奈
- タスクとリンコ （2019年1月14日－21日，INDIEZ）- 主演 門代林子
- 钱断情始 番外篇（日语：钱断情始 番外篇） 第1、3话（2020年9月15日，TBS电视台）-金巻麗子
- 晒し愛、こんな夜は誰のせい？（2023年3月1日） - 林リナ
- CODEー代償への扉ー(2023年8月13日、 Hulu) - 石井理央
- 女盛り考察記 （2023年10月4日） - いちか / エマ / さくら/まりの

### 舞台劇
- 六人の嘘つきな大学生（2022年6月22日 - 25日，渋谷区文化総合センター大和田 さくらホール） - 嶌衣織
- 「日本昔ばなし」貧乏神と福の神～つるの恩返し～（2022年11月17日 - 27日，東京芸術劇場 シアターウエスト） - 鹤

### 錄影帶劇
- ほんとうにあった怖い話 第十七夜（2010年4月2日，ブロードウェイ） - 里见未来

## CM
- 河合塾（2012年）
- 第一生命保険（2012年5月 - ）
- NECビッグローブ BIGLOBE（2012年9月 - ）
- 芬蘭航空 オーロラキャンペーン（2013年9月 - ）
- 大正製藥 VICKS（2014年10月 - ）
- 富士通エフサス 企業（2014年11月 - ）
- 日成アドバンス GRooooWing（2014年12月 - ）[57]
- JR東日本 JR東日本アプリ（2016年3月 - ）
- SONY 「PlayStation(R)4」 北斗が如く篇（2018年3月 - ）
- リクルート キャリアウィンク（2018年6月 - ）
- 札幌コンシェル（2019年4月 - ）
- モンスターストライク ヒロアカ×モンスト「“個性”BOX」篇（2020年9月2日 - ）
- 丸紅 できないことは、みんなでやろう。「紅丸」篇 （2023年9月 - ）※堺雅人との共演

## 音樂作品

### 专辑
| 发行日期      | 专辑名称  | 备注   |
| ------------- | --------- | ------ |
| 2023年3月1日  | Moonlight | [ 58 ] |
| 2025年8月13日 | Twinkle   | [ 59 ] |

### 單曲
| 发行日期       | 单曲名称                                | 备注                                |
| -------------- | --------------------------------------- | ----------------------------------- |
| 2022年11月16日 | 浮ついたHeart                           |                                     |
| 2023年2月14日  | Lovely Baby                             |                                     |
| 2023年2月28日  | Positive                                |                                     |
| 2023年3月1日   | 分かっていても                          |                                     |
| 2023年4月3日   | Positive（Premium Acoustic Session）    |                                     |
| 2023年9月23日  | Lovely Baby（Premium Acoustic Session） |                                     |
| 2024年4月26日  | Penalty                                 | 社内处刑人～消灭她的敌人吧～ 插入曲 |
| 2024年9月4日   | Love Letter                             |                                     |
| 2024年10月2日  | L.o.v.e.                                | 追踪者游戏W2_美丽的仙女们 片尾曲    |
| 2025年5月28日  | Like U                                  |                                     |
| 2025年7月23日  | Jelly                                   |                                     |
| 2025年8月13日  | Monsta                                  |                                     |
| 2025年8月13日  | Twinkle                                 |                                     |
| 2025年8月13日  | YOLO                                    |                                     |

### MV
| 发行日期       | 歌曲名称                         | 歌手                       |
| -------------- | -------------------------------- | -------------------------- |
| 2011年7月27日  | ONE LIFE                         | SEAMO                      |
| 2013年2月6日   | sweet spider                     | Indigo la End              |
| 2015年3月6日   | タンポポ                         | GReeeeN                    |
| 2015年7月1日   | BLUE                             | group inou                 |
| 2016年11月9日  | Heaven's Door 〜陽のあたる場所〜 | 栞菜智世                   |
| 2017年7月17日  | 鐘泣く命                         | Indigo la End              |
| 2017年12月20日 | アルカライト                     | Q'ulle                     |
| 2018年6月25日  | リスミー                         | ポルカドットスティングレイ |
| 2019年2月20日  | 失恋のあと                       | CHIHIRO                    |
| 2019年3月14日  | リメンバー・アス                 | Nomad                      |
| 2019年11月20日 | 未来になれなかったあの夜に       | amazarashi                 |
| 2020年10月14日 | 灯ル祈リ                         | コブクロ                   |

## 雜誌/街拍/寫真
| 年份   | 月份                  | 杂志/ 写真集             | 备注                       |
| ------ | --------------------- | ------------------------ | -------------------------- |
| 2024年 | 2月刊                 | My TV Style              | No 070封面                 |
| 2024年 | 2月刊                 | TVLife首都圈版           | 内页                       |
| 2024年 | 2月刊                 | Gleam光屿                | 菅井友香中村百合香双人封面 |
| 2024年 | 3月刊                 | RETRO_MAG                | 单人封面                   |
| 2024年 | 3月刊                 | RETRO风尚                | 菅井友香中村百合香双人封面 |
| 2024年 | 3月刊                 | SEEK风尚画报             | 单人封面                   |
| 2024年 | 3月刊                 | Starry星光画报           | 菅井友香中村百合香双人封面 |
| 2024年 | 4月刊                 | WINK_MAG                 | 单人封面                   |
| 2024年 | 4月刊                 | SoCooL                   | 菅井友香中村百合香双人封面 |
| 2024年 | 4月刊                 | VACATION旅见世界         | 中村百合香菅井友香双人封面 |
| 2024年 | 6月刊                 | Beat‘xl                  | 单人封面                   |
| 2024年 | 6月刊                 | CHEER确悦画报            | 单人封面                   |
| 2024年 | 10月号                | TVnavi                   | 内页                       |
| 2024年 | 2024年 9/13 号        | 240904週刊TVガイド関東版 | 内页                       |
| 2024年 |                       | IYU（アイユー）vol.04    | 内页                       |
| 2024年 | 10/2发售号（10/18号） | TV LIFE                  | 菅井友香中村百合香双人封底 |
| 2024年 | 11月号                | TVnavi                   | 内页                       |
| 2024年 | 12月号                | Nylon Japan              | 菅井友香中村百合香双人封面 |
| 2024年 | 11月刊                | ISLANDJOY                | 封面                       |
| 2025年 | 3月刊                 | TheR中文版               | 封面                       |

## 见面会
| 年份   | 日期           | 见面会                                 | 地点                                                          | 备注                                                       |
| ------ | -------------- | -------------------------------------- | ------------------------------------------------------------- | ---------------------------------------------------------- |
| 2024年 | 4月13日（土）  | 猎人游戏W 树雨粉丝活动                 | 山野ホール                                                    | 出演者                                                     |
| 2024年 | 5月19日（日）  | 上海粉丝见面会                         | 上海市兰心大戏院                                              | YURIKA NAKAMURA 1st FAN MEETING TOUR Moonlight             |
| 2024年 | 6月2日（日）   | 东京粉丝见面会                         | TIAT SKY HALL(ティアットスカイホール)                         | YURIKA NAKAMURA 1st FAN MEETING TOUR“Moonlight” 東京公演   |
| 2024年 | 7月28日（日）  | 深圳粉丝见面会                         | 深圳南山区文化馆                                              | YURIKA NAKAMURA 1st FAN MEETING TOUR“Moonlight” 深圳公演   |
| 2024年 | 9月8日（日）   | 大阪粉丝见面会                         | 大阪 YES THEATER                                              | YURIKA NAKAMURA 1st FAN MEETING TOUR“Moonlight” 大版公演   |
| 2024年 | 10月26日（土） | 台北粉丝见面会                         | 花漾展演空間– HANASPACE 台北市中正區仁愛路一段17號10樓        | YURIKA NAKAMURA 1st FAN MEETING TOUR “Moonlight” in Taipei |
| 2024年 | 11月9日（土）  | 福州粉丝见面会                         | 福州海峡文化艺术中心-多功能戏剧厅                             | YURIKA NAKAMURA 1st FAN MEETING TOUR "Moonlight" SP篇      |
| 2024年 | 12月1日（日）  | 福冈粉丝见面会                         | 西鉄ホール 福岡市中央区天神2丁目11番3号ソラリアステージビル6F | YURIKA NAKAMURA 1st FAN MEETING TOUR“Moonlight”福岡公演    |
| 2024年 | 12月21日（土） | 上海粉丝见面会                         | 上海黄浦剧院（上海市黄浦区北京东路780号）                     | YURIKA NAKAMURA 1nd FAN MEETING TOUR Moonlight FINAL       |
| 2025年 | 3月4日（火）   | 中村百合香生日活动                     | 品川プリンスホテル クラブeX                                   | YURIKA Birthday 2025                                       |
| 2025年 | 3月8日（土）   | 2025成都生日见面会                     | 成都市成华区东郊记忆1号楼（福馆Full House）                   |                                                            |
| 2025年 | 4月29日（火）  | 树×雨 粉丝活动２                       | ニッショーホール                                              | 出演者                                                     |
| 2025年 | 8月17日（日）  | 1st One Man Tour「MOONOVA」 大阪演唱会 | UMEDA CLUB QUATTRO                                            |                                                            |
| 2025年 | 8月30日（土）  | 1st One Man Tour「MOONOVA」 上海演唱会 | 万代南梦宫上海文化中心梦想剧场                                |                                                            |
| 2025年 | 9月14日（日）  | 1st One Man Tour「MOONOVA」 福冈演唱会 | DRUM LOGOS                                                    |                                                            |
| 2025年 | 10月4日（土）  | 1st One Man Tour「MOONOVA」 宫城演唱会 | 仙台PIT                                                       |                                                            |
| 2025年 | 11月21日（金） | 1st One Man Tour「MOONOVA」 东京演唱会 | ヒューリックホール東京                                        |                                                            |

## 海報
- コピーライター養成講座　2017年春コース（2016年12月）